# Galerna

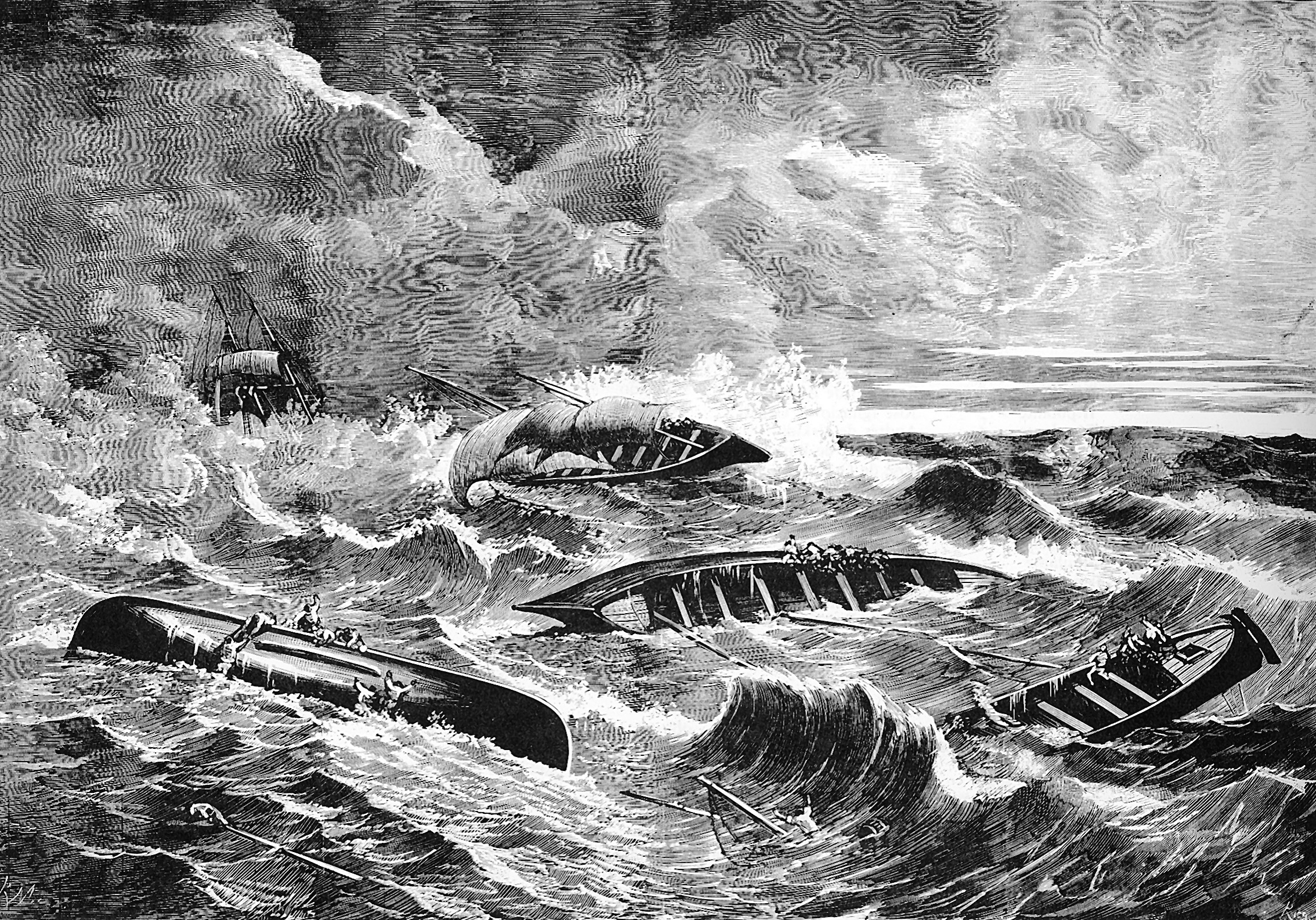
In een galerna op 20 april 1878 voor de kust van Bermeo komen 322 zeelieden om

De galerna (Spaans: galerna, Frans: galerne, Bretons: Gwalarn, Baskisch: Enbata) is een koude, vochtige wind uit het westen of het noordwesten in de Golf van Biskaje en de Franse en Spaanse kusten aan die golf. De wind wordt veroorzaakt door een koudefront dat door de kust gekanaliseerd wordt. Dit komt doorgaans voor op warme, rustige dagen, als een koudefront een plotselinge verandering in windrichting en -snelheid veroorzaakt, die dan tot over 100 km/uur kan bereiken. De lucht wordt plotseling duister, de temperatuur kan 10 tot 12 ºC vallen en de luchtvochtigheid gaat omhoog. Er verschijnen aan de kust ook golven met een hoogte die op de schaal van Douglas een waarde hebben van 5 (ruig, tussen de 2,5 en 4 meter hoog) en 8 (zeer hoog, tussen de 9 en 14 meter hoog). 
Vooral in het verleden hadden schippers veel ontzag voor dit fenomeen. Tegenwoordig is het beter mogelijk het te voorspellen, hoewel het nog moeilijk blijkt het exacte tijdstip aan te geven wanneer er een galerna op zal treden.
De naam galerna komt van het bretonse woord Gwalarn, dat "wind uit het noordwesten" betekent.  